# 전사체
전사체(轉寫體, 영어: transcriptome)는 발현된 모든 RNA의 총합을 뜻한다. 이와 관련된 용어로, 유전체, 단백체, 상호작용체 등이 있다. 전사체는 주로 마이크로어레이를 이용하여 연구되고 있다. 전사체가 주는 의미는 유전자들의 기능을 총체적으로 네트워크로 이해할 수 있는 기본 자료와 분석 방법을 제공하는 것이다.

## 같이 보기
- 발현체
- 유전체
- 단백체